# Lassaba tayulingensis
Lassaba tayulingensis là một loài bướm đêm trong họ Geometridae.